# Atresia uretrale

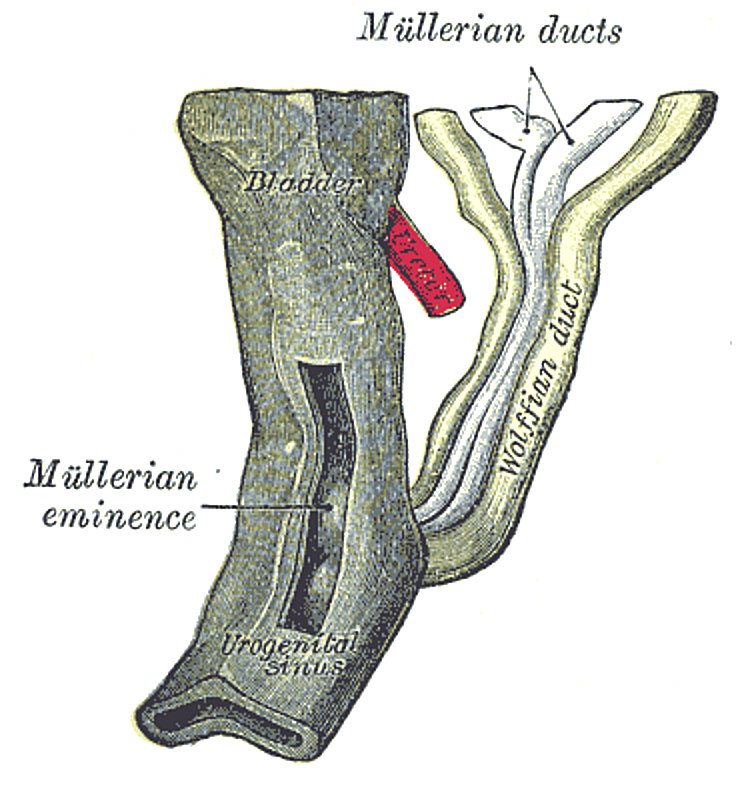
Seno urogenitale di un embrione umano femminile tra l'ottava e la nona settimana di gravidanza (il seno urogenitale è riportato in basso)

L'atresia uretrale è una malformazione congenita che consiste nella completa ostruzione dell'uretra a causa della mancata canalizzazione della struttura embriologica del seno urogenitale distale. Questa struttura sarebbe la parte della cloaca dell'embrione che nello sviluppo andrà a comporre anche la vescica.
Può essere rilevata con un esame ecografico, anche prenatale, dove si associa ad una dilatazione vescicale ed a un'idronefrosi bilaterale. L'urina prodotta dai reni, infatti, viene scaricata in vescica ma da qui, non potendo progredire, si accumula fino ad arrivare ai reni.
L'atresia uretrale fa parte delle ostruzioni sottovescicali, gruppo di malformazioni più frequenti nei maschi, e che costituiscono una rara causa di idronefrosi congenita.
Solitamente si associa alla mancata crescita di altri organi importanti (ipoplasia renale o polmonare), il che ne motiva una prognosi sfavorevole.